# 岩国市生活交通バス
岩国市生活交通バス（いわくにしせいかつこうつうバス）とは、山口県岩国市において、岩国市交通局の営業区域外にて運行されている自家用自動車の有償運送（自治体バス）である。岩国市営玖珂バス、岩国市営周東バス、岩国市営らかん清流バス、岩国市営錦バス、岩国市営美川バス、岩国市営美和バスの6つの自治体バスを統合再編して発足した。
運営主体は岩国市役所総合政策部地域政策課。この下に、統合前の各自治体バスの運営主体であったそれぞれの総合支所の地域振興課が属し、各地域の運行路線を担当する形態を採る。
なお、岩国市営由宇バスは現地点において統合再編の対象から外れており、統合済みの他の各自治体バスが担当していた地域においても、利用状況等の評価を行いながら運行している期間にある。

## 歴史
- 2009年4月1日：自治体バスとしてのサービスの見直しに伴い、合併前の旧玖珂郡の各町村（由宇町を除く）から引き継いだ6つの自治体バスの運営主体を統合して発足[2]。
- 2009年4月1日：利用実績や利用者からの要望等を探る為の評価期間としての運行が始まる。
- 2009年10月：利用実績や要望等を反映した本格運行を開始する予定[1]。
- 2022年10月16日：周東・玖珂地域の全路線について、日曜日の試験運行を開始[3]。

## 本社および営業所
運営全体を統括する主体は、岩国市役所総合政策部地域政策課（岩国市今津町一丁目14番地51号）であり、統合前の各自治体バスの運営主体であったそれぞれの総合支所の地域振興課が、それぞれの地域（旧町村の自治体区域を中心とする地域）の運行路線を分担している。
- 玖西（玖珂・周東）地域（旧・岩国市営玖珂バス、岩国市営周東バス）：
玖珂総合支所地域振興課（岩国市玖珂町5990番地）
および、周東総合支所地域振興課（岩国市周東町下久原1209-1番地）[4]
- 本郷地域(旧・岩国市営らかん清流バス)：
本郷総合支所地域振興課（岩国市本郷町本郷1604番地）[5]
- 錦地域（旧・岩国市営錦バス）：
錦総合支所地域振興課（岩国市錦町広瀬6748番地）
- 美川地域（旧・岩国市営美川バス）：
美川総合支所地域振興課（岩国市美川町四馬神1046-1番地）
- 美和地域（旧・岩国市営美和バス）：
美和総合支所地域振興課（岩国市美和町生見2126番地）

## 現行路線
2009年4月1日付で統合前の各自治体バスより継承した路線、および、新規に開設したり路線延伸等が実施された路線を記す。

### 玖西（玖珂・周東）地域
岩国市営玖珂バスおよび岩国市営周東バスから継承した路線を再編（一部は新設）した、計10路線よりなる。各路線とも曜日指定を原則とした運行日が設定されている。ただし、祝日および年末年始（12月31日〜1月2日）は全路線とも運休である。
谷津上線
- 玖珂駅 - 総合センター奏（玖珂支所）- 北部コミュニティセンター前 - 比叡神社参道入口 - 谷津上回転場
  - 2009年4月1日：岩国市営玖珂バスより路線を継承。
  - 2009年4月1日：運行日を継承前の毎日運行から、原則週4日（火・水・木・土の各曜日）に変更。祝日と年末年始は運休。

欽明路・上谷線
- 玖珂駅 - 総合センター奏（玖珂支所）- 欽明路駅前 - 東部コミュニティセンター前 -（欽明路）- 下谷北 -（下谷南）- 上谷東
  - 2009年4月1日：岩国市営玖珂バスより路線を継承。
  - 2009年4月1日：運行日を継承前の毎日運行から、原則週4日（月・木・金・土の各曜日）に変更。祝日と年末年始は運休。

臼田線
- 玖珂駅 - 総合センター奏（玖珂支所）- 浄光寺前 - 千束公会堂前 - 東川 - 臼田 - 臼田回転場
  - 2009年4月1日：岩国市営玖珂バスより路線を継承。
  - 2009年4月1日：運行日を継承前の毎日運行から、原則週4日（火・水・木・土の各曜日）に変更。祝日と年末年始は運休。

上市北・千束線
- （浄光寺前回り）：玖珂駅 - 浄光寺前　- あいあいセンター - 玖珂千束
- （善住寺前回り）：玖珂駅 - 総合センター奏（玖珂支所）- 善住寺前 - 鞍掛住宅前 - あいあいセンター - 玖珂千束
  - 2009年4月1日：岩国市営玖珂バスより路線を継承。
  - 2009年4月1日：継承前路線における循環運行を廃止し、「浄光寺前」回りと「玖珂総合センター」方面回りの2系統運行を開始（時間帯により運行系統が変わる）。
  - 2009年4月1日：運行日を継承前の毎日運行から、原則週4日（月・木・金・土の各曜日）に変更。祝日と年末年始は運休。

玖西循環線
- 玖珂駅 - 総合センター奏（玖珂支所）- 柳井田上公会堂前 - 玖珂総合公園 - 玖珂I・C前 - 久宗 - パストラルホール - 周防高森駅 - 周東総合支所 - 周東千束 - 旧玖珂総合支所 - 玖珂駅
  - 2009年4月1日：岩国市営玖珂バスから継承されなかった、瀬田・柳井田線および太田・公門給線に代わる、双方向の循環線として新設。 運行日は原則週6日（日曜を除く毎日）。祝日と年末年始は運休。

川越線（旧・三瀬川線）
- （松尾行き）：周防高森駅 - 高森小学校前 - 周東総合支所 - 川上 - 田代 - 北畑 - 野外活動センター前 - 松尾
- （落合新橋行き）：周防高森駅 - (途中同じ) - 北畑 - 梅の木 - 落合新橋
  - 2009年4月1日：岩国市営周東バスより路線を継承。
  - 2009年4月1日：北畑 - 三瀬川を、北畑 - 松尾へと運行経路等を見直し。北畑 - 毛明を開設。
  - 2009年4月1日：運行日を継承前の毎日運行から、原則週4日（月・火・水・金曜日）に変更（北畑 - 毛明は原則週1日（金曜日）のみ）。祝日と年末年始は運休。
  - 日付不明：毛明行きの運行区間について、落合新橋 - 毛明間を短縮。

米川線（旧・鳴川線）
- 周東総合支所 - 高森小学校前 - 中市 - 周防高森駅 - 下中曽根 - 米川小学校前 - 米川駅前 - 下差川 - 鳴川集会所前 - 修成小学校前
  - 2009年4月1日：岩国市営周東バスより路線を継承。
  - 2009年4月1日：鳴川集会所前 - 修成小学校前を延伸。
  - 2009年4月1日：運行日を継承前の毎日運行から、原則週4日（月・火・水・金曜日）に変更。祝日と年末年始は運休。

中田線（旧・田尻線）
- 周東総合支所 - 高森小学校前 - 中市 - 周防高森駅 - 中市 - 上市上 - 久宗 - 周防病院前 - 午王ノ内 - 中山湖前 - 中山 - 田尻
  - 2009年4月1日：岩国市営周東バスより路線を継承。
  - 2009年4月1日：周東総合支所 - 周防高森駅を延伸。午王ノ内行き、および、田尻行きの一方向周回運行を廃止。
  - 2009年4月1日：運行日を継承前の毎日運行から、原則週5日（月〜金曜日）に変更。祝日と年末年始は運休。
  - 日付不明：運行日を原則週4日（月・火・水・金曜日）に変更。

※終点の田尻には柳井方面からの防長交通も乗り入れている。
祖生天兼線（天兼線）
- 旧玖珂総合支所 - 玖珂駅 - 総合センター奏（玖珂支所）- 玖珂I・C前 - 瀬田上南 - 西光寺 - 相生公民館前 - 西光寺 - 天兼
  - 2009年4月1日：岩国市営周東バスより路線を継承。
  - 2009年4月1日：始発地が高森から玖珂総合支所となり、瀬田上南までの運行経路を変更。西光寺 - 祖生公民館の折り返し運行区間を、西光寺 - 河郷診療所前の折り返しに変更。
  - 2009年4月1日：運行日を継承前の毎日運行から、原則週4日（月・火・水・金曜日）に変更。祝日と年末年始は運休。

祖生末元線（末元線）
- 旧玖珂総合支所 - 玖珂駅 - 総合センター奏（玖珂支所）- 柳井田下 - 河郷診療所前 - 祖生公民館前 - 別所畑 - 末東
  - 2009年4月1日：岩国市営周東バスより路線を継承。
  - 2009年4月1日：別所畑 - 末元の区間を別所畑 - 笠塚カープ練習場前へと変更（継承前路線のバス停の配置見直しを伴う、延伸）。 高森駅 - 玖珂駅を、玖珂総合支所 - 玖珂駅へ区間変更（両駅間の直通運行は継承せず）。 玖西循環線の開設などに伴い、これら以外のバス停配置を見直し。
  - 2009年4月1日：運行日を継承前の毎日運行から、原則週4日（月・火・水・金曜日）に変更。祝日と年末年始は運休。
  - 日付不明：末東 - 笠塚カープ練習場前の間を廃止。

※本路線の中村バス停（現在は廃止もしくは名称変更）と天兼線の祖生公民館前バス停（廃止）の間で行われていた相互乗り換えの連絡は、河郷診療所前での連絡に変更されている。
毛明線
- 周防高森駅 - 高森小学校前 - 周東総合支所 - 石ヶ明神 - 落合橋 - 檜余地下 - 毛明 - 落合新橋 - 檜余地下 - 檜余地上
  - 日付不明：運行開始。火曜日のみ運行。

※本路線の落合橋、檜余地上のバス停を利用する場合は、前日18時までの予約が必要となる。

### 本郷地域
岩国市営らかん清流バスから継承した2路線に、美和地域へ運行する新設1路線を加えた計3路線よりなる。毎日運行となる路線、曜日指定を原則とした運行日が設定されている路線、予約乗合運行の路線が存在する。祝日および年末年始（12月31日〜1月2日）は全路線とも運休である。
本郷・河山線
- （保育園前行）：河山駅 - 本郷口 - 波野下 - 波野小学校前 - 給田橋 - 周防本郷 - ほんごう保育園前
- （茅原行）：河山駅 -（この間、保育園前行と同じ）- 程原 - 周防本谷 - 茅原
※実際の運行ダイヤでは、本路線内の区間便が存在する。
  - 2009年4月1日：岩国市営らかん清流バスより路線を継承。
  - 2009年4月1日：本郷・鮎谷線との直通便を設定（ほんごう保育所前経由で直通）。
  - 2009年4月1日：一部の便のみ、継承前の毎日運行から、原則週3日（祝日を除く、月・木・金曜日）運行に変更となる。年末年始は、全便運休。
  - 日付不明：一部便の運行日を祝日を含む月・水・金曜日に変更。

錦川鉄道錦川清流線の河山駅から、山口県道69号徳山本郷線を経る形で本郷町地域（旧・本郷村域）を結んでいる。本郷町地域内では、主に、山口県道69号徳山本郷線とこれに接続する山口県道59号岩国錦線（および近傍道路）を用いて、本郷町地域の北部へと連絡している。
本郷・鮎谷線
- ハーモニーみわ -（この間、美和地域に記載の小郷線と同じ）- 鮎谷 - 長野団地 - 瀬林 - 波野原 - 周防本郷 - ほんごう保育所前
  - 2009年4月1日：美川地域、美和地域それぞれに記載した小郷線（路線名としては重複記載）と直通する路線として運行開始。小郷線とともに、鉄道におけるデルタ線と同様な路線形を構成。
  - 日付不明：わかば台発着便を廃止。

波野原 - ほんごう保育園前の区間は、本谷・本郷・河山線の保育所前行と同じ経路を運行する。
年末年始を除く毎日運行。
錦中央病院線
- 錦中央病院前 - 錦総合支所 - 柳瀬橋 - 美川支所 - （河山駅） - 本郷口 - 波野下 - 波野小学校前 - （渋谷集会所前） - 給田橋 - 波野原 - 周防本郷 - 程原 - 周防本谷 - 茅原
  - 日付不明：運行開始。平日のみ運行。

※河山駅は下り（茅原行き）の1便のみ経由。火・木曜日のみ渋谷集会所前を経由。
本谷線（予約乗合バス）
- 周防本郷 - 茅原方面
  - 日付不明：運行開始。週4日（月・水・金・日曜日）運行。

宇塚線（予約乗合バス）
- 周防本郷 - （この間、所在地の固定されたバス停なし） - 上宇塚集会所前
  - 日付不明：運行開始。週2日（祝日を除く、火・木曜日）運行。

本谷線、宇塚線は、ともに河山線、鮎谷線の周防本郷バス停を起点とする予約乗合路線であり、本郷タクシーが予約、運行業務を行っている。

### 錦地域
岩国市営錦バスから継承した、5系統6路線がある。一部の路線は隣接する島根県鹿足郡吉賀町にも乗り入れる。
運行開始当初は、周南市須金地区への乗り入れ路線も運行されていた。
一部区間を除き、フリー乗降方式を採用している。また、路線継承後、後述の路線の一部の便は、予約乗合方式も併用されるようになった。年末年始（12月31日〜1月2日）は全路線とも運休である。
予約乗合方式の便についての運行は、予約受付を含めて（有）広瀬タクシーが受託。それ以外の便は、錦川鉄道に委託されている。
六日市線
- 錦中学校前 - 錦町駅 - 五味 - 道の駅ピュアラインにしき - 下出市 - 六日市駅（島根県鹿足郡吉賀町）
  - 2009年4月1日：岩国市営錦バスから継承。
  - 2009年4月1日：一部の便が継承前の毎日運行から、原則週3日（祝日を除く、月・水・土曜日）運行に変更となる。年末年始は、全便運休。
  - 日付不明：一部便の運行曜日が火・木・金曜日となる。

※錦中学校前 - 下出市の区間は、フリー乗降方式の対象外である。
高根・寂地線
- 尾川 - あさぎりの郷 - 錦中学校前 - 錦町駅 - 五味 - 道の駅ピュアラインにしき - 下出市 - 雙津峡温泉 - 高根 - 深谷パーキング前 - 深谷大橋 - 寂地峡入口 - 寂地登山口
  - 2009年4月1日：岩国市営錦バスから継承。ただし、寂地線部分（高根 - 寂地登山口）へは、一部の便へ予約乗合方式が導入された。
  - 日付不明：須金線の廃止に伴い、一部便の起終点を尾川に延伸。

※錦中学校前 - 下出市の区間は、フリー乗降方式の対象外である。
予約乗合方式の便の運行可能日は、高根発は原則週5日（祝日を除く平日）、寂地登山口発は原則週3日（祝日を除く、火・木・金曜日）。事前に電話もしくはFAXによる予約が無い場合は運休となる。
大原線（予約乗合バス）
- 高根 - 高根大原 - 柱ヶ瀬 - 本郷羅漢
  - 2009年4月1日：岩国市営錦バスから継承。ただし、大原線部分（高根 - 本郷羅漢）へは、一部の便へ予約乗合方式が導入された。
  - 日付不明：高根線（錦中学校前 - 高根）との直通運転を終了。予約乗合方式を全便に拡大。

予約乗合方式の便の運行可能日は、原則週6日（祝日を除く、月～土曜日）。事前に電話もしくはFAXによる予約が無い場合は運休となる。
府谷線
- 尾川 - 錦中学校前 - 錦町駅 - 五味 - 道の駅ピュアラインにしき - 五味 - 府谷 - 大久保
  - 2009年4月1日：岩国市営錦バスから継承。
  - 2009年4月1日：継承前は毎日運行だった一部の便が、原則週3日（祝日を除く、火・木・土曜日）となる。
  - 日付不明：一部便の運行曜日が祝日を除く、月・水・土曜日となる。
  - 日付不明：須金線の廃止に伴い、一部便の起終点を尾川に延伸。

※錦中学校前 - 下出市の区間は、フリー乗降方式の対象外である。
野谷線（錦中央病院線）
- 錦町駅 - 錦総合支所 - 錦中央病院前 - 四分一
  - 日付不明：運行開始。祝日を除く、月・木曜日運行。

深須線（予約乗合バス）
- （須川系統）須川診療所 - 大平 - 大久保 - 下沼田 - 上沼田
- （深川系統）須川診療所 - 明町 - 大小丸 - 小々丸 - 西橋
  - 日付不明：運行開始。祝日を除く火曜日運行。

### 美川地域
廃止された中国JRバス（旧国鉄自動車部）岩益線の代替等を起源とする1路線と、同じく岩国市生活交通バスが運行されている、本郷地域および美和地域と直通する2路線がある（うち1路線の実体は、本郷地域で運行されている同一名称の路線と同じと考えられる）。年末年始（12月31日〜1月2日）は全便運休となる。
美川地域内路線
- （小郷橋・南桑本町 - 根笠駅前・錦町駅・錦中学校前）：
小郷橋 - 椋野駅前 - 南桑本町 - 渡里橋 - 根笠駅前 - 山ノ内 - 美川ムーバレー - 岩屋 - （遠掛） - 岩屋 - 美川ムーバレー - 山ノ内 - 根笠駅前 - 上舟津 - 河山駅 - 本郷口 - 柳瀬橋 - 出合橋 - 錦町駅 - 錦中学校前
- （錦町駅→根笠駅前）：
錦町駅→（この間、同じ）→根笠駅前→山ノ内→根笠駅前
- （錦中学校前→南桑本町）：
錦中学校前→（この間、同じ）→上舟津→渡里橋→南桑本町
  - 2009年4月1日：岩国市営美川バスから路線を継承。
  - 2009年4月1日：柳瀬橋 - 出合橋、平石 - 周防尾崎を延伸。
  - 2020年10月1日：「出合」バス停を「美川ムーバレー」バス停に名称変更。
  - 2021年1月4日：椋野駅前停留所を追加。

主に、旧美川町内の国道187号と山口県道5号周東美川線を用いて運行する。国道187号上の運行経路は、廃止されたJR(国鉄)バス岩益線の本線区間の通っていた経路とほぼ同じである。（本郷口 - 周防尾崎 は、枝線扱い）
錦川鉄道錦川清流線に乗り換え可能な当バスの停留所は、錦川を挟む形でも以下のものが存在する。
- 柳瀬橋：錦川清流線柳瀬駅と、柳瀬橋経由で連絡。

本路線は、継承前の岩国市営美川バスの時代から毎週水曜が運休となっている。
なお、上記の運行路線には区間便が設定されており、全ての経路を網羅する運行便がいつも存在している事を示しているわけではない。
本谷・本郷・河山線　※路線経路等は、本郷地域を参照。
錦中央病院線　※路線経路等は、本郷地域を参照。
小郷線
- わかば台 - 南桑本町 - 下椋野 - 小郷橋 - 黒瀬橋 - 長野団地 - 美和苑前 - 鮎谷 - 坂上分校前 - ハーモニーみわ - サンマート美和店
  - 2009年4月1日：岩国市生活交通バスとして統合再編された際に、岩国市営美和バスから継承された小郷線の延伸（わかば台 - 下椋野）、および、本郷地域の本郷・鮎谷線の新設に伴い、本路線（実体は前述の2路線の運行区間の一部）が開設される。
  - 日付不明：本郷・鮎谷線との直通運行終了。

けんこう号
- 西谷・東谷・立木線（祝日を除く、月・水曜日運行）
  - 福田医院前 - 渡里橋 - 美川支所（診療所前） - 立木 - 西谷
    - 立木バス停の利用は要予約。
- 猪ノ木屋・藤ヶ谷・天竺線（祝日を除く、火・土曜日運行）
  - 福田医院前 - 渡里橋 - 美川支所（診療所前） - 河山駅 - 天竺 - 猪ノ木屋
    - 天竺 - 猪ノ木屋の利用は要予約。
- 佐手・押ヶ谷・奴田原線（祝日を除く、水・土曜日運行）
  - （佐手方面）：福田医院前 - 佐手 - 佐手上
  - （押ヶ谷・奴田原方面）：福田医院前 - 渡里橋 - 根笠駅前 - 発電所前 - 美川ムーバレー - 奴田原 - 上押ヶ谷
    - 発電所前、奴田原 - 上押ヶ谷の利用は要予約。
- 伊田川・滝山・見錆線（祝日を除く、金曜日運行）
  - （伊田川方面）：福田医院前 - わかば台 - 白岩 - 伊田川
  - （滝山・見錆方面）：福田医院前 - 見錆 - 下椋野 - 椋野駅前 - 上滝山上
- 厳城・市ヶ原線（祝日を除く、木曜日運行）
  - 福田医院前 - 渡里橋 - 上舟津 - 美川支所（診療所前） - 周防尾崎

### 美和地域
岩国市営美和バスより、計6路線を継承。大竹線（坂上線）は大竹市との共同運行であり、大竹タクシーに運営が委託されている。それ以外の路線は、自家用自動車による有償運送（80条バス）路線である。
松尾線
- 岩国駅 - 西岩国 - 錦帯橋 - 下多田 - 上阿品 - 日宛 - 中垣内 - 周防坂上 - 坂上高校前 - 鮎谷
  - 2009年4月1日：岩国市営美和バスより継承。
  - 2009年4月1日：岩国駅 - 西岩国を延伸。

岩国駅 - 上阿品 間は、旧・岩国市域である。

大竹線（坂上線）
- 大竹駅 - 大竹支所前 - 大和橋 - 中津原 - 小川津橋 - 弥栄大橋 - 中垣内 - 周防坂上 - 坂上高校前 - 鮎谷
  - 2009年4月1日：岩国市営美和バスより継承。

弥栄大橋で県境である小瀬川を渡る。大竹駅～弥栄大橋間は大竹市域内区間扱い。

秋中線
- ハーモニーみわ - 坂上高校前 - 美和総合支所前 - 生見イキイキセンター前 - 北中山 - 秋掛 - 秋中 - 秋中釜ヶ原
  - 2009年4月1日：岩国市営美和バスより継承。

小郷線
- （本線）：
わかば台 -（この間、美川地域に記載した小郷線と同じ）- 下椋野 - 長野団地 - 美和苑前 - 鮎谷 - 坂上高校前 - ハーモニーみわ
- （本郷・鮎谷線直通（わかば台方面））：
わかば台 -（この間、上に同じ）- 美和苑前 - 鮎谷 - 美和苑前 - 長野団地 -（この間、本郷地域の本郷・鮎谷線と同じ）- ほんごう保育園
- （本郷・鮎谷線直通（ハーモニーみわ方面））：
ほんごう保育園 -（この間、本郷地域に記載の本郷・鮎谷線と同じ）- 鮎谷 - 坂上高校前 - ハーモニーみわ
  - 2009年4月1日：岩国市営美和バスより継承。
  - 2009年4月1日：わかば台 - 下椋野、坂上高校前 - ハーモニーみわを延伸。
  - 2009年4月1日：新設された本郷・鮎谷線（ほんごう保育園方面）が、小郷線へと乗り入れ。

※わかば台 - 下椋野は旧・美川町域。

大三郎線
- 美和中学校 - 鮎谷 - 坂上高校前 - 田の口 - 上駄床 - 大三郎
  - 2009年4月1日：岩国市営美和バスより継承。

賀見畑線
- 美和中学校 - 鮎谷 - 長野団地 - 瀬林 - 迫口 - 郷 - 阿賀ふれあいセンター - 立岩 - 秋掛 - 秋中
  - 2009年4月1日：岩国市営美和バスより継承。

## 廃止路線

### 本郷地域
本郷・鮎谷線
- わかば台 -（この間、美川地域に記載の小郷線と同じ）- 鮎谷 - 長野団地 - 瀬林 - 給田橋 - 波野原 - 周防本郷 - ほんごう保育所前

西黒沢線
- （中倉行）：周防本郷 - （この間、所在地の固定されたバス停なし） - 中倉
※本路線は利用者の事前予約に基づき、実際の運行経路および行先が決定される。予約なき場合は運休（予約乗合運行）。
  - 2009年4月1日：岩国市営らかん清流バスより路線を継承。
  - 2009年4月1日：継承前の週2日（月・木曜日）の定期運行から、予約乗合運行方式に変更（運行可能日は祝日・年末年始を除く月・木曜日）。

本郷河山線の周防本郷バス停留所から分岐する形で、主に山口県道134号秋掛錦線（および近傍道路）を用いて、本郷町の中心部からみて北西の方面にある、成君寺山を囲む地域（本郷町内の、上宇塚、下垣内、他）へと向かう。山間の沿線住民に対する最低限の生活維持を提供する為の路線であると推測される。電話もしくはFAXによる事前予約の受付も含め、（有）広瀬タクシーが受託している。

### 錦地域
須金線
- 錦町駅 - 錦中学校前 - 尾川 - 須金中原（周南市）
  - 2009年4月1日：岩国市営錦バスから継承。
  - 2009年4月1日：継承前の毎日運行から、原則週3日（祝日を除く、火・水・土曜日）運行に変更となる。年末年始は、全便運休。

※錦町駅 - 錦中学校前の区間は、フリー乗降方式の対象外である。

## 車両

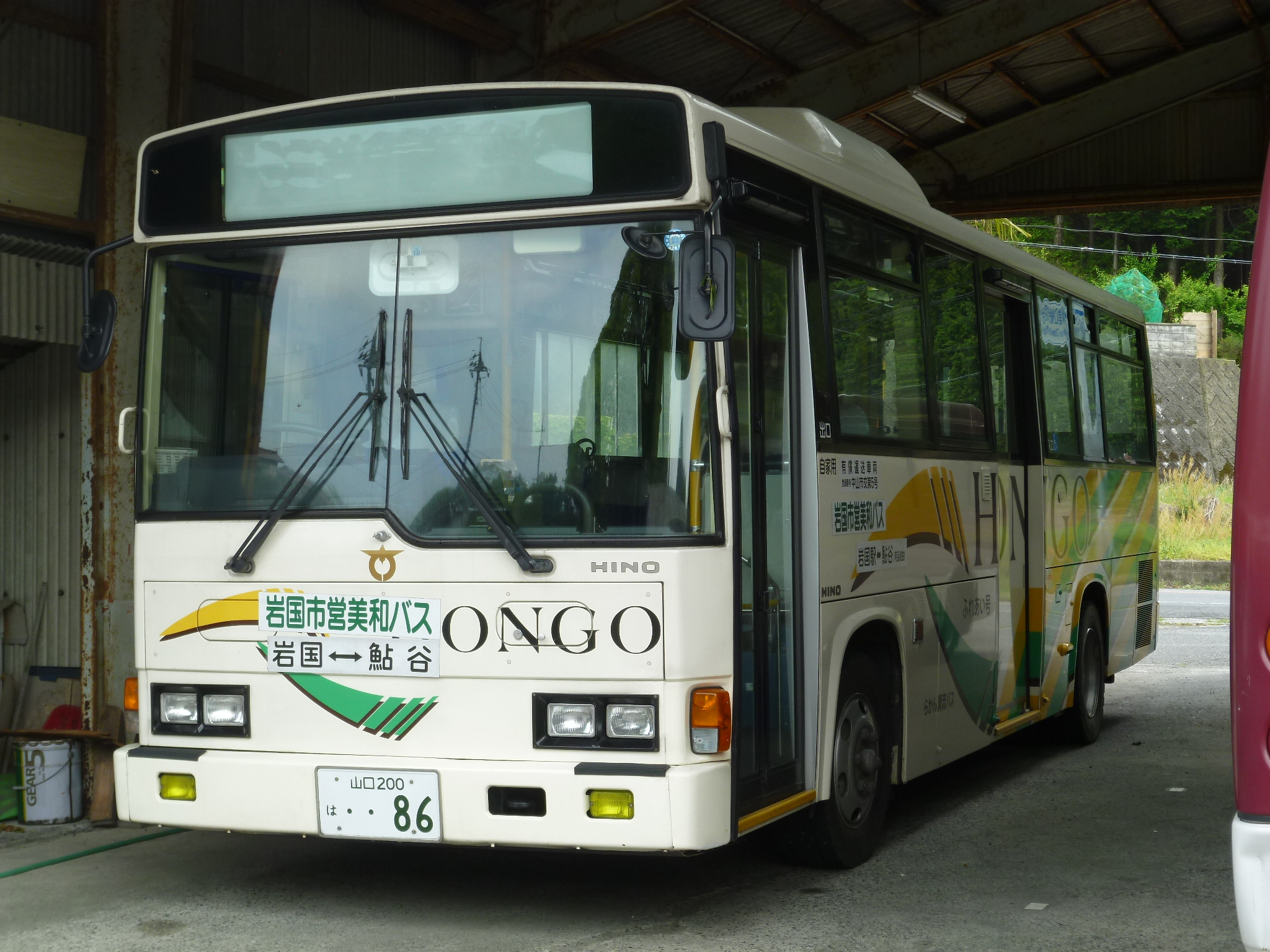
美和地域の路線（松尾線）で使用中の本郷地域の車両

前身の各自治体バスの車両を引き続き使用している。ただし、元々運用されていた地域以外の路線で運用に入る場合がある。